# Togaviridae
Togaviridés
Famille
Les Togaviridés (Togaviridae) sont une famille de virus à ARN, qui comprend le seul genre des Alphavirus : virus du chikungunya (espèce type), virus Sindbis, virus de l'encéphalite équine de l'Est, virus de l'encéphalite équine de l'Ouest, virus de Ross River, virus de l'o'nyong-nyong.
Jusqu'en 2018 la famille des Togaviridae comprenait aussi le genre Rubivirus (espèce type : virus de la rubéole), mais il en a depuis été sorti pour constituer le seul genre de la famille des Matonaviridae.
Le génome des Togaviridae est linéaire, simple brin et à polarité positive (groupe IV), de taille comprise entre 10 et 12 kilobases. L'extrémité 5' porte une tête nucléotide méthylée et l'extrémité 3' a une queue polyadénylée. Les Togaviridae utilisent une stratégie à subgénome pour synthétiser les protéines virales. Les virus de cette famille ont une capside icosaédrique et une enveloppe biologique.

## Référence biologique
- (en) ICTV : Togaviridae  (consulté le 1er février 2021)